# Commission d'enquête parlementaire en France
Pour les autres articles nationaux ou selon les autres juridictions, voir Commission d'enquête parlementaire.
En France, une commission d'enquête parlementaire est une commission formée temporairement au sein de l'Assemblée nationale ou du Sénat. C'est un des outils au service de l'information des assemblées parlementaires. Ce n’est pas une juridiction.
Selon l'Assemblée nationale, les commissions d'enquête parlementaire « sont à l'heure actuelle des instruments d'information et de contrôle efficaces, dont les conclusions sont susceptibles d'infléchir l’action gouvernementale ».

## Historique
Apparues sous la monarchie de Juillet bien qu'aucun texte ne prévoie une telle procédure, les commissions d'enquête parlementaire possèdent de plus en plus d'attributions, notamment celles de la Troisième République. Leur multiplication à l'origine des crises du régime sous les Troisième et Quatrième Républiques explique que la Constitution de 1958 de la Cinquième République ne mentionne pas ces commissions et que l'article 6 de l'ordonnance du 17 novembre 1958 leur donne un statut contraignant destiné à prévenir toute ingérence parlementaire vis-à-vis du pouvoir exécutif et du pouvoir judiciaire. La création de commissions d'enquêtes sous la Cinquième République ayant perdu « tout relent de crise gouvernementale », elles voient leur pouvoir élargi par la loi du 19 juillet 1977. La loi du 20 juillet 1991 introduit le principe de la publicité des auditions. À la suite des propositions du comité Balladur sur l'initiative du président de la République Nicolas Sarkozy, ces commissions sont intégrées dans la Loi constitutionnelle du 23 juillet 2008 qui reconnaît notamment à l'opposition la possibilité d'en créer une, de droit, une fois par session ordinaire (« droit de tirage »).

## Objet
Les commissions d'enquête parlementaires ont pour mission de recueillir des éléments d'information soit sur des faits déterminés, soit sur la gestion des services publics ou des entreprises nationales, en vue de soumettre leurs conclusions à l'assemblée qui les ont créées. Elles constituent en conséquence l'un des modes du contrôle du gouvernement par le Parlement.
Depuis la loi constitutionnelle du 23 juillet 2008, les commissions d'enquête font l’objet de l'article 51-2 de la Constitution selon lequel « Pour l'exercice des missions de contrôle et d'évaluation [du Gouvernement par le Parlement], des commissions d'enquête peuvent être créées au sein de chaque assemblée pour recueillir, dans les conditions prévues par la loi, des éléments d'information. La loi détermine leurs règles d'organisation et de fonctionnement. ».

## Création

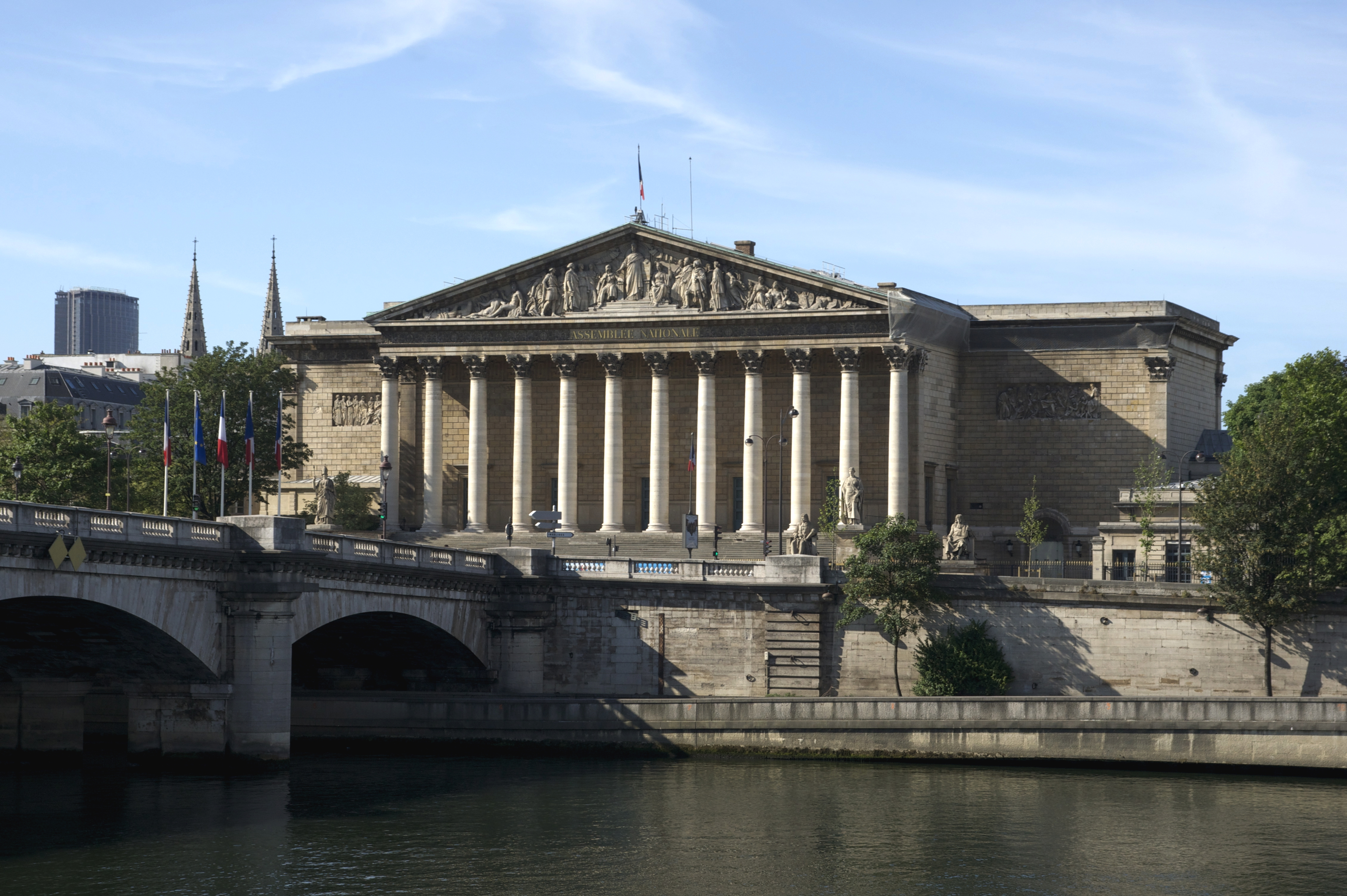
Le palais Bourbon, siège de l’Assemblée nationale.

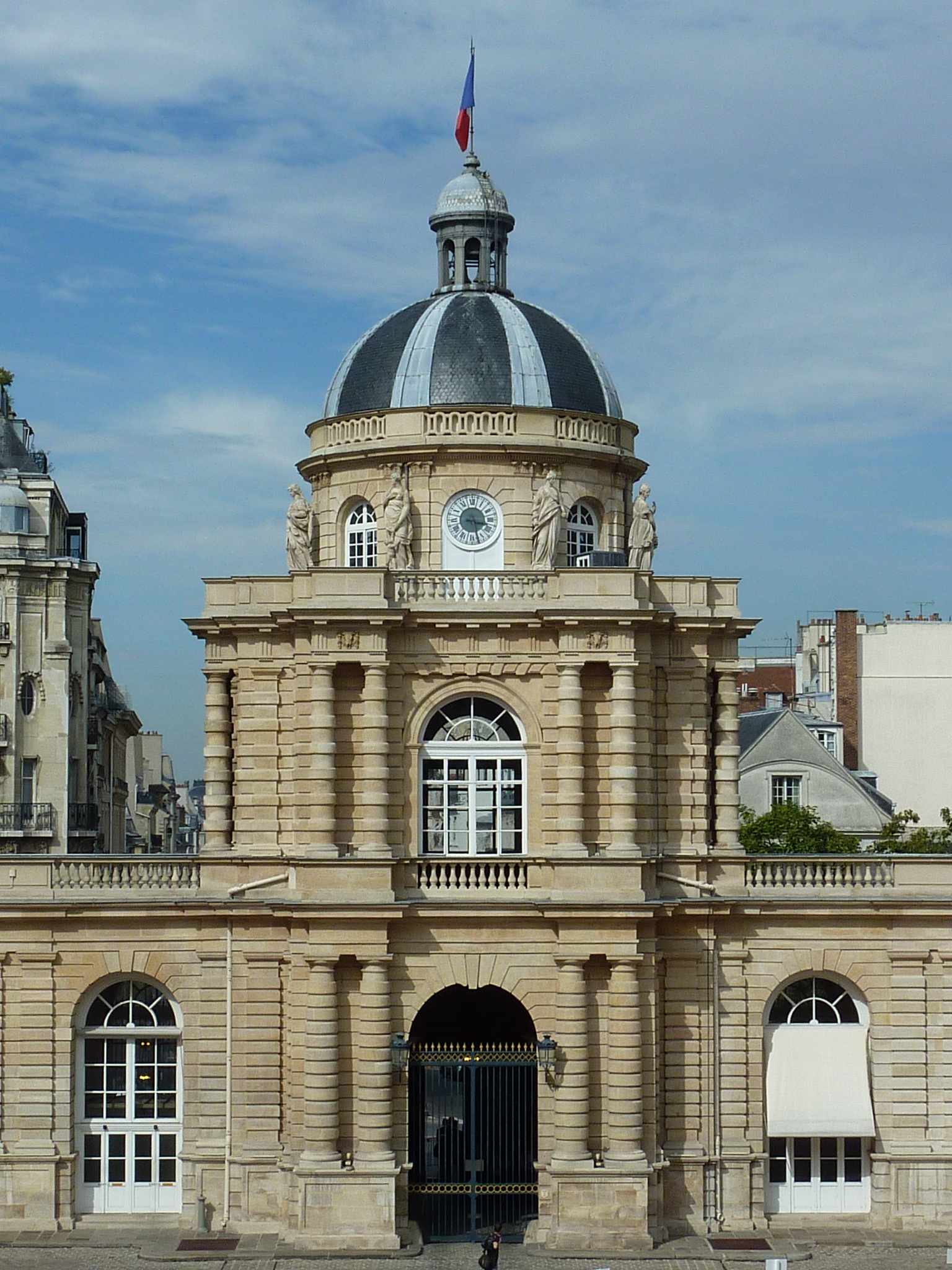
Le palais du Luxembourg, siège du Sénat.

### Initiative
La création d'une commission d'enquête est initiée par le dépôt, par un ou plusieurs parlementaires, d'une proposition de résolution. Cette proposition doit déterminer avec précision, soit les faits qui donnent lieu à enquête, soit les services publics ou les entreprises nationales dont la commission d'enquête doit examiner la gestion,.
La proposition est renvoyée à la commission permanente compétente qui procède à son examen. Après rapport de la commission permanente, elle est soumise au vote de l’Assemblée nationale ou du Sénat.
Depuis 2009, le règlement de l'Assemblée Nationale offre à l'opposition un « droit de tirage » d'une commission d'enquête par an, sauf dans la session précédant le renouvellement de l'Assemblée. Au Sénat, chaque groupe a droit à la création d'une commission d'enquête ou d'une mission d'information par année parlementaire.

### Recevabilité
En cas de demande de création de commission d'enquête, un rapporteur est nommé pour examiner la recevabilité de la demande.
En effet, le législateur a prévu que pour être recevable, cette demande doit répondre à plusieurs conditions :
- « la résolution doit déterminer avec précision soit les faits sur lesquels la commission d'enquête orientera ses investigations, soit les services publics ou les entreprises nationales dont elle examinera la gestion » ;
- Ces commissions d'enquête « ne peuvent être reconstituées avec le même objet avant l'expiration d'un délai de douze mois à compter de la fin de leur mission » ;
- Conformément au principe de la séparation des pouvoirs, et en particulier en vertu du principe, consacré par la Constitution, d'« indépendance de l'autorité judiciaire », « il ne peut être créé de commission d'enquête sur des faits ayant donné lieu à des poursuites judiciaires et aussi longtemps que ces poursuites sont en cours »[Ord58 1], il est « interdit que soient créées des commissions d'enquête sur des faits ayant donné lieu à des poursuites judiciaires et aussi longtemps que ces poursuites sont en cours » [8] ;
- Toute commission d'enquête doit prendre fin « dès l'ouverture d'une information judiciaire relative aux faits sur lesquels elle est chargée d'enquêter ; qu'en outre, il prévoit que les commissions d'enquête ont un caractère temporaire et que leur mission prend fin, au plus tard, à l'expiration d'un délai de six mois à compter de la date de l'adoption de la résolution qui les a créées »[Ord58 1],[8].

Ces deux dernières conditions ouvrent la possibilité à un Gouvernement d'éviter la création d'une commission d'enquête parlementaire sur un sujet qui le gênerait : il suffit que le Garde des Sceaux ordonne au parquet d'ouvrir une information judiciaire. Certains parlementaires ont donc demandé la levée de l'incompatibilité entre une commission d'enquête parlementaire et une enquête judiciaire, mais cette proposition a encore été rejetée en 2009.
En réalité, certaines propositions répondant à tous ces critères, de l'aveu même du rapporteur, peuvent néanmoins être refusées ou réorientées. Par exemple une proposition d'enquête sur les « conditions de sécurité sanitaire liées aux différentes " pratiques non réglementées de modifications corporelles " (piercing, tatouage, scarification, implants divers de corps étrangers) » a été refusée au motif qu'elle était selon le rapporteur inopportune et inadaptée . Ce rapporteur a préféré qu'une « étude scientifique menée par des experts de santé publique soit rendue publique le plus rapidement possible afin que cesse toute controverse et que des recommandations soient éventuellement émises ».

### Composition
Si la proposition de résolution est recevable, et si la création de la commission d’enquête est approuvée par l'assemblée concernée, il est alors procédé à sa constitution.
L’effectif maximum d’une commission d’enquête est fixé à 30 à l’Assemblée nationale et à 21 au Sénat.
Ses membres sont désignés de façon à assurer une représentation proportionnelle des groupes politiques au sein de la commission.
Une fois constituée, la commission élit son bureau (président, vice-présidents, secrétaires) et désigne un rapporteur. En 2003, le Règlement de l’Assemblée nationale a fait l’objet d’une modification à l’initiative de son président, Jean-Louis Debré. La fonction de président ou celle de rapporteur est désormais réservée à un membre du groupe auquel appartient l’auteur de la proposition de résolution, ce qui a pour conséquence de permettre à l’opposition d’exercer l’une ou l’autre de ces fonctions, de façon à accroître « le pluralisme des commissions d'enquête et donc l'efficacité de leurs investigations » (exposé des motifs de la proposition de résolution du 12 février 2003).

## Moyens d'enquête et déroulement des travaux
Dans le cadre de leurs travaux, les commissions procèdent notamment à des auditions, à des déplacements en France ou à l’étranger, à des enquêtes sur pièces et sur place.
Certaines commissions d’enquête ont été fortement médiatisées, et ont vu leurs auditions diffusées en direct.
Pour mener à bien leur mission, elles bénéficient de pouvoirs d'investigation étendus, avec : 
- un droit de citation : « toute personne dont une commission d'enquête a jugé l'audition utile est tenue de déférer à la convocation qui lui est délivrée » ; « elle est entendue sous serment » ; « elle est, en outre, tenue de déposer » (sous réserve du secret professionnel).
- la possibilité de faire appel à la Cour des comptes, dont pour lui demander d’enquêter sur la gestion des services ou organismes qu'elle a pour mission de contrôler.
- le pouvoir pour les commissaires désignés d'enquêter sur pièces et sur place : dans ce cadre, « tous les renseignements de nature à faciliter [leur] mission doivent leur être fournis », et « ils sont habilités à se faire communiquer tous documents de service, à l'exception de ceux revêtant un caractère secret et concernant la défense nationale, les affaires étrangères, la sécurité intérieure ou la sécurité extérieure de l'État, et sous réserve du respect du principe de la séparation de l'autorité judiciaire et des autres pouvoirs ».

Des sanctions pénales sont prévues pour « [la] personne qui ne comparaît pas[, qui] refuse de déposer ou de prêter serment » ou pour le « refus de communiquer les documents ». Les poursuites sont exercées à la requête du président de la commission ou, lorsque le rapport de la commission a été publié, à la requête du bureau de l'assemblée intéressée. Il peut décider de ne pas le faire (exemple Frédéric Oudéa en 2016). En juillet 2017, le professeur Michel Aubier est devenu la première personne condamnée pour avoir menti sous serment devant une commission d’enquête parlementaire. La justice a également été saisie après la commission sur l’affaire Benalla.

## Conclusion des travaux
Les commissions d'enquête ont un caractère temporaire. Leur mission prend fin par le dépôt de leur rapport ou à l'expiration d'un délai de six mois à compter de la date de l'adoption de la résolution qui les a créées.
Les rapports sont publiés, sauf vote contraire de l’Assemblée nationale ou du Sénat constitués en comité secret.
Ils comportent généralement des suggestions destinées à remédier aux dysfonctionnements constatés.
Les commissions les plus médiatiques ont eu des suites limitées, que ce soit du fait que la majorité parlementaire ne voulait pas s’opposer au Gouvernement (affaires Cahuzac et Benalla), ou bien, comme pour l’affaire d’Outreau, parce que les conclusions n’ont pas été suivies.

## Liste des commissions d'enquêtes parlementaires
Les dates mentionnées sont celles auxquelles ont été votées les résolutions créant les commissions d'enquête.

### Assemblée nationale

#### Années 1970-1989
- Commission d'enquête sur la situation de l'énergie en France (1974).
- Commission d’enquête sur les conditions financières et fiscales dans lesquelles les sociétés pétrolières opérant en France approvisionnent le marché français et y assurent la distribution des différents produits pétroliers, et sur leurs rapports avec l’État (1974)[17].
- Commission d'enquête créée à la suite du naufrage d'un navire pétrolier sur les côtes de Bretagne le 16 mars 1978 (Amoco Cadiz) (1978).
- Commission d'enquête sur les activités du service d'action civique (S.A.C.) (1981).

#### Années 1990-2009
- Commission d'enquête sur le financement des partis politiques et des campagnes électorales sous la Ve République (1991). Cette commission est créée après l'affaire Urba[18]
- Commission d'enquête sur les tentatives de pénétration de la Mafia en France (1992)
- Commission d'enquête sur les délocalisations à l'étranger d'activités économiques (1993).
- Commission d'enquête sur les sectes (1995)
- Commission d'enquête sur Superphénix et la filière des réacteurs à neutrons rapides (1998)
- Commission d'enquête sur l'utilisation des fonds publics et la gestion des services publics en Corse (1998)
- Commission d'enquête sur certaines pratiques des groupes nationaux et multinationaux industriels, de services et financiers et leurs conséquences sur l'emploi et l'aménagement du territoire (1999)
- Commission d'enquête sur la situation dans les prisons françaises (2000)
- Commission d’enquête sur le recours aux farines animales dans l’alimentation des animaux d’élevage, la lutte contre l’encéphalopathie spongiforme bovine et les enseignements de la crise en termes de pratiques agricoles et de santé publique (2001)
- Commission d'enquête sur les conséquences sanitaires et sociales de la canicule (2003, présidée par Claude Évin)
- Commission d'enquête sur les causes économiques et financières de la disparition d'Air Lib (2003, présidée par Patrick Ollier)
- Commission d'enquête sur les causes des dysfonctionnements de la justice dans l'affaire dite d'Outreau et de formuler des propositions pour éviter leur renouvellement (2005, présidée par André Vallini)
- Commission d'enquête relative à l'influence des mouvements à caractère sectaire et aux conséquences de leurs pratiques sur la santé physique et mentale des mineurs (2006, présidée par Georges Fenech)
- Commission d’enquête sur les conditions de libération des infirmières et du médecin bulgares détenus en Libye (2007, présidée par Pierre Moscovici)

#### Années 2010-2029
- Commission d'enquête sur la manière dont a été programmée, expliquée et gérée la campagne de vaccination contre la grippe A(H1N1) (2010, présidée par Jean-Christophe Lagarde)
- Commission d'enquête sur les mécanismes de financement des organisations syndicales d'employeurs et de salariés (2011, présidé par Richard Mallié, rapport non adopté)
- Commission d’enquête sur les éventuels dysfonctionnements dans l'action du gouvernement et des services de l'état, entre le 4 décembre 2012 et le 2 avril 2013, dans la gestion d'une affaire qui a conduit à la démission d'un membre du gouvernement (2013, présidée par Charles de Courson)
- Commission d’enquête sur la surveillance des filières et des individus djihadistes (2014, présidée par Éric Ciotti)[19]
- Commission d'enquête relative aux moyens mis en œuvre par l'État pour lutter contre le terrorisme (2015, présidée par Georges Fenech)
- Commission d’enquête sur les conditions d'abattage des animaux de boucherie dans les abattoirs français (2016, présidée par Olivier Falorni)[20]
- Commission d'enquête sur l'utilisation du chlordécone et du paraquat (2019, présidée par Serge Letchimy)[21]
- Commission d'enquête sur les attaques à la préfecture de police de Paris (2019, présidée par Éric Ciotti)[22]
- Commission d’enquête relative à la lutte contre les fraudes aux prestations sociales (2020, présidée par Patrick Hetzel)[23]
- Commission d'enquête consacrée aux obstacles à l'indépendance du pouvoir judiciaire (2020, présidée par Ugo Bernalicis)[24]
- Commission d’enquête sur les dysfonctionnements et manquements de la politique pénitentiaire française (2021, présidée par Philippe Benassaya)[25]
- Commission d’enquête relative aux ingérences politiques, économiques et financières de puissances étrangères – États, organisations, entreprises, groupes d’intérêts, personnes privées – visant à influencer ou corrompre des relais d’opinion, des dirigeants ou des partis politiques français (2022, présidée par Jean-Philippe Tanguy)
- Commission d’enquête sur l'attribution, le contenu et le contrôle des autorisations de services de télévision à caractère national sur la télévision numérique terrestre (2023, présidée par Quentin Bataillon).
- Commission d’enquête sur la gestion des risques naturels majeurs dans les territoires d’outre-mer (2023, présidée par Mansour Kamardine)
- Commission d’enquête sur le montage juridique et financier du projet d’autoroute A69 (2024, présidée par Jean Terlier)
- Commission d’enquête visant à établir les raisons de la perte de souveraineté alimentaire de la France (2024, présidée par Charles Sitzenstuhl)
- Commission d'enquête relative aux violences commises dans les secteurs du cinéma, de l'audiovisuel, du spectacle vivant, de la mode et de la publicité (2024, présidée par Erwan Balanant puis par Sandrine Rousseau)

### Sénat
Au Sénat, 68 commissions de contrôle et commissions d’enquête ont été créées entre 1959 et 2018. Entre 2005 et 2020, seules deux commissions d'enquête furent créées en dehors du droit de tirage.

#### Années 1960-1989
- Commission d'enquête sur l'ORTF (1967)
- Commission d'enquête sur le scandale des abattoirs de la Villette (1971-1970)
- Commission d'enquête sur les écoutes téléphoniques (1973)
- Commission d'enquête sur le naufrage de l'Amoco Cadiz (1978)
- Commission d'enquête sur la gestion financière des sociétés de télévision (1979)
- Commission d'enquête sur l'industrie textile (1981)
- Commission d'enquête sur la sécurité publique (1982)
- Commission d'enquête sur la dette extérieure (1984)
- Commission d'enquête sur le fonctionnement du service des postes (1985)
- Commission d'enquête sur les évènements étudiants de novembre et décembre 1986 lié au projet de loi Devaquet (1986)
- Commission d'enquête sur les opérations financières portant sur le capital des sociétés privatisées (1989)

#### Années 1990-2029
- Commission d'enquête sur la gestion d'Air France (1991)
- Commission d'enquête sur la politique énergétique de la France (1998)
- Commission d'enquête sur les conditions de détention dans les établissements pénitentiaires en France (2000)
- Commission d'enquête sur les conditions d’utilisation des farines animales dans l’alimentation des animaux d’élevage et les conséquences qui en résultent pour la santé des consommateurs (2001)
- Commission d'enquête sur le rôle des firmes pharmaceutiques dans la gestion par le Gouvernement de la grippe A (H1N1)v (2010, droit de tirage groupe CRC-SPG)
- Commission d'enquête sur l'influence des mouvements à caractère sectaire dans le domaine de la santé (2013, droit de tirage groupe RDSE)
- Commission d'enquête sur l'efficacité de la lutte contre le dopage (2013, droit de tirage groupe socialiste)
- Commission d'enquête sur la réalité du détournement du crédit d'impôt recherche de son objet et de ses incidences sur la situation de l'emploi et de la recherche dans notre pays (2015, droit de tirage groupe CRC, rapport non adopté)
- Commission d'enquête sur le coût économique et financier de la pollution de l'air (2015, droit de tirage groupe écologiste)
- Commission d'enquête pour l'évaluation des politiques publiques face aux grandes pandémies à la lumière de la crise sanitaire de la covid-19 et de sa gestion (2020)
- Commission d'enquête sur la situation de l'hôpital et le système de santé en France (2021)
- Commission d'enquête afin de mettre en lumière les processus ayant permis ou pouvant aboutir à une concentration dans les médias en France, et d’évaluer l’impact de cette concentration sur la démocratie (2021)
- Commission d'enquête sur l’influence croissante des cabinets de conseil privés sur les politiques publiques (2021)
- Commission d'enquête sur les débordements lors de la finale de la Ligue des Champions 2021-2022 au Stade de France (2022)
- Commission d'enquête sur l’impact du narcotrafic en France et les mesures à prendre pour y remédier
- Commission d'enquête sur les émeutes survenues à compter du 27 juin 2023
- Commission d'enquête relative aux activités du groupe TotalEnergies
- Commission d'enquête sur l'utilisation des aides publiques aux grandes entreprises et à leurs sous-traitants (2024-2025, droit de tirage du groupe Communiste Républicain Citoyen et Écologiste - Kanaky)

## Autre instance agissant comme une commission d'enquête
Depuis 1996, les commissions permanentes ou spéciales et les instances permanentes créées au sein de l’une des deux assemblées parlementaires pour contrôler l’action du Gouvernement ou évaluer des politiques publiques dont le champ dépasse le domaine de compétence d’une seule commission permanente peuvent demander à l’assemblée à laquelle elles appartiennent, pour une mission déterminée et une durée n’excédant pas six mois, de leur conférer les prérogatives attribuées aux commissions d’enquête.
Cette faculté n’a pas été utilisée par l’Assemblée nationale jusqu’en 2015. Au Sénat, au 30 septembre 2018, il y a eu dix demandes par une commission permanente demande que lui soient conférées les prérogatives de commission d’enquête. Par exemple, les prérogatives d’une commission d’enquête ont été attribuées à
- la commission des Lois de l'Assemblée nationale[30]
  - pour contrôler l’application de l’état d’urgence en 2015[31],
  - dans le cas de l'affaire Benalla survenue en juillet 2018 (rapport non publié) ;
- la commission des Lois du Sénat pour les mêmes sujets[32],[33] ;
- la mission d'information de la conférence des Présidents de l’Assemblée nationale sur la gestion et les conséquences dans toutes ses dimensions de la pandémie de Covid-19 (2020, présidée par Julien Borowczyk)[34] ;
- la commission des Finances de l' Assemblée nationale afin d’étudier et de rechercher les causes de la variation et des écarts des prévisions fiscales et budgétaires des administrations publiques pour les années 2023 et 2024 (2024)[35] ;
- la commission des Affaires culturelles et de l'Éducation de l'Assemblée nationale sur les modalités du contrôle par l’État et de la prévention des violences dans les établissements scolaires (2025)[36].

### Constitution de 1958
La première source de l’article est la Constitution de 1958 dans sa version actuelle. Il est possible également de se reporter à l’article Constitution française du 4 octobre 1958.
1. ↑  Article 51-2 de la Constitution de la Cinquième République française

### Ordonnance relative au fonctionnement des assemblées parlementaires
Ordonnance no 58-1100 du 17 novembre 1958 relative au fonctionnement des assemblées parlementaires
1. 1 2 3 4 5  Article 6 de l'ordonnance du 17 novembre 1958
2. ↑  Article 5 ter de l'ordonnance du 17 novembre 1958

### Règlement de l'Assemblée nationale
« Règlement de l’Assemblée Nationale », sur www.assemblee-nationale.fr
1. ↑  Article 137 du Règlement de l’Assemblée nationale
2. ↑  Article 141-2 du Règlement de l’Assemblée nationale
3. ↑  Article 142 du Règlement de l’Assemblée nationale
4. ↑  Article 143 du Règlement de l’Assemblée nationale
5. ↑  Article 144-2 du Règlement de l’Assemblée nationale

### Règlement du Sénat
« Règlement du Sénat », sur www.senat.fr
1. 1 2  article 8 ter du Règlement du Sénat
2. ↑  article 6 bis du Règlement du Sénat

### Autres références
1. ↑  Site Assemblée nationale.
2. ↑  Sous les régimes précédents, elles sont systématiquement remises en cause.
3. ↑  Alain Laquièze, Les origines du régime parlementaire en France, 1814-1848, Presses universitaires de France, 2014, p. 87.
4. ↑  « Dorénavant elles peuvent siéger pendant six mois (au lieu de quatre), leur rapport est publié sauf décision contraire de la chambre où elles ont été créées, elles peuvent contraindre des témoins à venir déposer devant elles tandis que leurs rapporteurs voient élargir leurs pouvoirs d'investigation » Cf. Jean Garrigues, Histoire du Parlement de 1789 à nos jours, Armand Colin, 2007 (lire en ligne), p. 465.
5. ↑  Adolf Kimmel, Assemblée nationale sous la Cinquième République, Presses de la Fondation Nationale des Sciences Politiques, 1991, p. 245.
6. ↑  « Les commissions organisent cette publicité par les moyens de leur choix. Toutefois, elles peuvent décider l'application du secret ». Cf. Stéphane Rials, Textes constitutionnels français, Presses universitaires de France, 2016, p. 87.
7. ↑  Claude Bartolone, Michel Winock, Rapport du groupe de travail sur l'avenir des institutions. Refaire la démocratie, Assemblée nationale, 2015, p. 96.
8. 1 2 3  Décision n° 2009-582 DC du 25 juin 2009 / Résolution tendant à modifier le règlement du Sénat pour mettre en œuvre la révision constitutionnelle, conforter le pluralisme sénatorial et rénover les méthodes de travail du Sénat
9. ↑  Vallet 2003
10. ↑  Rapport n°1602 de Jean-Luc Warsmann, Commission des Lois, Assemblée nationale: voir amendements de Jean-Jacques Urvoas
11. ↑  Assemblée nationale, 28 avril 2009, première séance, amendement n°6
12. ↑  N° 2451 ASSEMBLÉE NATIONALE CONSTITUTION DU 4 OCTOBRE 1958 ONZIÈME LÉGISLATURE Enregistré à la Présidence de l’Assemblée nationale le 31 mai 2000
13. 1 2  Haumant 2020
14. ↑  « « Panama Papers » : le Sénat renonce à poursuivre Frédéric Oudéa », 27 mai 2016
15. ↑  Stéphane Mandard, « Le pneumologue Michel Aubier condamné à six mois de prison avec sursis », Le Monde, 5 juillet 2017
16. ↑  « Compte rendu de la réunion du Bureau du Sénat du jeudi 21 mars 2019 »
17. ↑  « Assemblée Nationale, Compte-rendu de la 1ère séance du 27 juin 1974 », Journal officiel de la République française - Débats parlementaires,‎ 28 juin 1974, p. 3077-3079 (lire en ligne)
18. ↑  « L'opposition accuse d'« hypocrisie » le Parti socialiste », sur Les Echos, 26 avril 1991
19. ↑  « Commissions d'enquête créées sous la Ve République », sur www.assemblee-nationale.fr, 5 octobre 2014
20. ↑  « Commissions d'enquête - Archives de la XIVe Législature », sur www.assemblee-nationale.fr (consulté le 22 octobre 2019)
21. ↑  « Commission d'enquête sur l'utilisation du chlordécone et du paraquat - Assemblée nationale », sur www2.assemblee-nationale.fr (consulté le 3 mars 2021)
22. ↑  « Commission d'enquête sur les attaques à la préfecture de police de Paris », sur www.assemblee-nationale.fr (consulté le 22 octobre 2019)
23. ↑  « Commission d’enquête relative à la lutte contre les fraudes aux prestations sociales - Assemblée nationale », sur www2.assemblee-nationale.fr (consulté le 17 mars 2022)
24. ↑  « Commission d'enquête sur les obstacles à l'indépendance du pouvoir judiciaire - Assemblée nationale », sur www2.assemblee-nationale.fr (consulté le 24 octobre 2020)
25. ↑  « Commission d’enquête sur la politique pénitentiaire - Assemblée nationale », sur www2.assemblee-nationale.fr (consulté le 17 mars 2022)
26. ↑  Direction de la Séance du Sénat, « La séance plénière et l'activité du Sénat (1er octobre 2017 - 30 septembre 2018) », Sénat,‎ décembre 2018, p. 162 (lire en ligne)
27. ↑  Direction de la Séance du Sénat, « La séance plénière et l'activité du Sénat ((1er octobre 2019 – 30 septembre 2020) », Sénat,‎ janvier 2021, p. 77 (lire en ligne)
28. ↑  « Fiche de synthèse n°24 : Les commissions permanentes », sur www.assemblee-nationale.fr (consulté le 21 août 2021)
29. ↑  Direction de la Séance du Sénat, « La séance plénière et l'activité du Sénat (1er octobre 2017 - 30 septembre 2018) », Sénat,‎ décembre 2018, p. 222 (lire en ligne)
30. ↑  Brice Lacourieux, « Affaire Benalla : le travail de la Commission des Lois », sur blogs.lexpress.fr/cuisines-assemblee, 20 juillet 2018 (consulté le 22 juillet 2018)
31. ↑  « Contrôle parlementaire de l'état d'urgence », sur www.assemblee-nationale.fr
32. ↑  « Comité de suivi de l’état d’urgence », sur www.senat.fr (consulté le 23 juillet 2018)
33. ↑  « Mission d'information sur les conditions dans lesquelles des personnes n'appartenant pas aux forces de sécurité intérieure ont pu ou peuvent être associées à l'exercice de leurs missions de maintien de l'ordre et de protection de hautes personnalités et le régime des sanctions applicables en cas de manquements », sur www.senat.fr (consulté le 23 juillet 2018)
34. ↑  « Impact, gestion et conséquences dans toutes ses dimensions de l’épidémie de Coronavirus-Covid 19 », sur www.assemblee-nationale.fr (consulté le 10 juin 2020)
35. ↑  « Enquête afin d’étudier et de rechercher les causes de la variation et des écarts des prévisions fiscales et budgétaires des administrations publiques pour les années 2023 et 2024 », sur www.assemblee-nationale.fr (consulté le 4 novembre 2024)
36. ↑  « Enquête sur les modalités du contrôle par l’État et de la prévention des violences dans les établissements scolaires », sur www.assemblee-nationale.fr (consulté le 20 août 2025)